# Industriehof (Zürich)

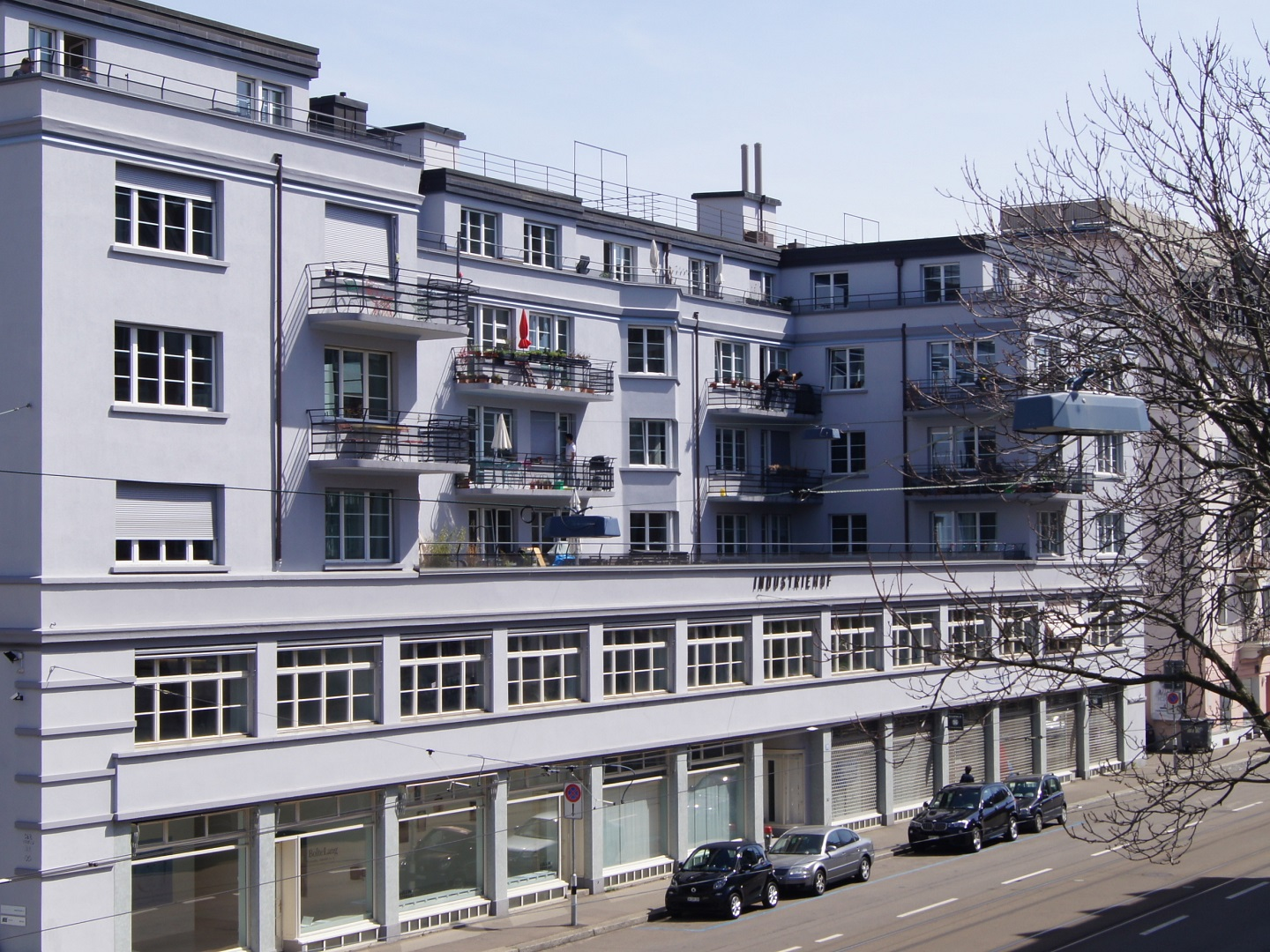
Industriehof, Ansicht von der Limmatstrasse

Der Industriehof ist ein denkmalgeschütztes Wohn- und Geschäftshaus an der Limmatstrasse 210–214 im Industriequartier «Kreis 5», Zürich, das nach den Plänen des Architekten Fritz Fischer gebaut wurde. Erbaut 1930, ist es eins der wenigen Bauwerke dieser Stadt in der Stilrichtung des Expressionismus. Es wurde 2014 saniert und gehört zu den Baudenkmalen der Kategorie C mit kommunaler Bedeutung.

## Beschreibung
Das Gebäude wurde von Fritz Fischer für die Baugenossenschaft Industriehof geplant. Fischer stammte aus Hessen und galt seinerzeit als Fachmann für «autogerechtes Bauen». Er hat in Zürich zwei weitere «automobilkonforme» Bauten entworfen.
Der Industriehof erhielt die erste Tiefgarage Zürichs. Die beiden Zufahrten wurden durch abgerundete Gebäudeecken erleichtert. Auch eine Tankstelle gehörte zum Ensemble, von dieser sind allerdings nur Dach und die massiven Bauelemente erhalten. Unter dem Dach beginnt heute der Treppenaufgang zum Letten-Viadukt.
Der langgestreckte Baukörper des Industriehofs hat zwei identische Seitenflügel. Er ist in drei Teile mit jeweils eigenen Eingängen und Treppenhäusern gegliedert. Auf der Strassenseite betonen ausgeprägte Gesimse, Terrassenbrüstungen und Balkone mit Rohrgeländern die Horizontalen des Bauwerks. Rückwärtig wird dieses von Fenster- und Treppenhausachsen geprägt und aufgelockert.
Stilistisch zeigt die Anlage mit ihrem Flachdach und der Betonung des Kubischen sowohl Merkmale des Neuen Bauens, als auch mit spitzwinkligen Erkern und kräftigen Gesimsen Merkmale des in der Stadt seltenen Expressionismus.
In den oberen Geschossen befinden sich heute 24 Wohnungen. Erdgeschoss und erstes Obergeschoss sind Gewerbeflächen mit durch den Skelettbau variablem Zuschnitt. Das Untergeschoss bietet neben Parkplätzen  umfangreiche Lagerflächen.